# Kirche Lampertswalde

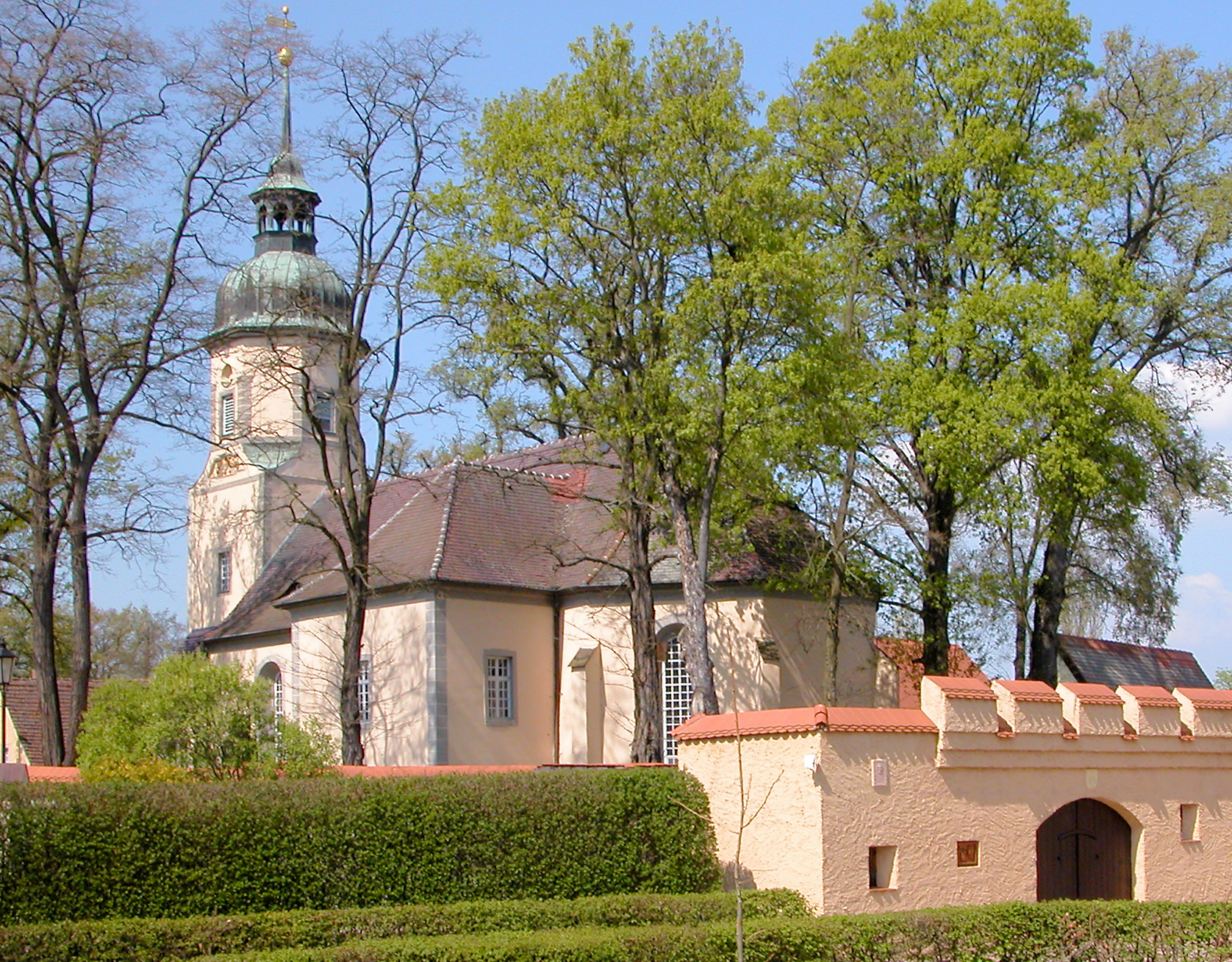
Kirche Lampertswalde (2011)

Die Kirche Lampertswalde ist das Kirchengebäude der Evangelisch-Lutherischen Landeskirche Sachsens in Lampertswalde, einem Ortsteil der Gemeinde Cavertitz im Landkreis Nordsachsen. Sie steht unter Denkmalschutz.

## Geschichte
Lampertswalde wurde im Jahr 1221 erstmals urkundlich erwähnt. Deshalb ist anzunehmen, dass auch die Geschichte der Kirche im 13. Jahrhundert beginnt.

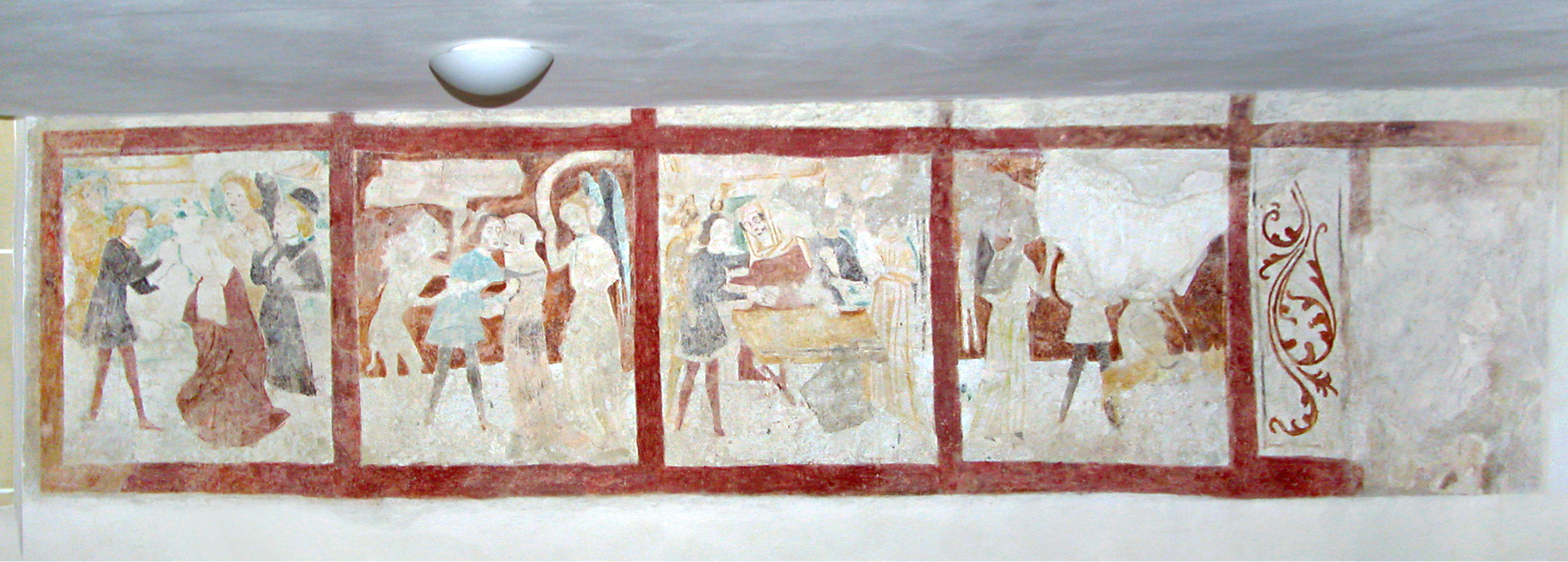
Bilderfries aus dem 15. Jahrhundert

Nachdem 1694 der Oberstallmeister Hanns Gottlieb von Thielau (1662–1723) das Rittergut Lampertswalde erworben hatte, begann dort ein umfangreiches Baugeschehen, in das bis 1722 auch die Kirche des Ortes einbezogen wurde, da Thielau Patronatsherr der Kirche war. Dabei wurden durch den aus Schwaben stammenden Maurermeister Georg Friedrich Hauptmann insbesondere der barocke Turm errichtet, die Fenster vergrößert und die Patronatsloge angebaut. Die Längswände der Kirche wurden erhalten, wie ein Bilderfries aus dem 15. Jahrhundert belegt.
Reparaturen, zumeist am Turm, waren 1768, 1804 und 1854 nötig. 1899 erfolgte eine umfassende Renovierung der gesamten Kirche, wobei die zweite Emporenebene entfernt wurde. Nach 1990 wurde die Kirche grundlegend saniert.

## Lage und Architektur
Die Kirche befindet sich im östlichen Teil des Ortes, früher Niederlampertswalde, in der Nähe des ehemaligen Rittergutes. Sie steht auf dem früheren Friedhof und ist von einer Bruchsteinmauer mit pultartiger Ziegelabdeckung und zwei Toren umgeben.
Die Kirche ist ein verputzter Bruchsteinbau. Der rechteckige Saalbau mit hohen Rundbogenfenstern wird nach Osten durch einen Fünfachtelschluss mit Strebepfeilern begrenzt. Nach Westen schließt sich der Turm an. Die Länge über alles beträgt etwa 27 Meter, die Breite 10 Meter. Der quadratische Turm mit Schleppdachanbauten geht knapp über dem Dachfirst des Langhauses in ein oktogonales Stück über, das von einer kupfergedeckten barocken Haube mit Laterne abgeschlossen wird.
An der Südseite schließt sich die Patronatsloge an, die im Erdgeschoss die Sakristei enthält.

## Ausstattung

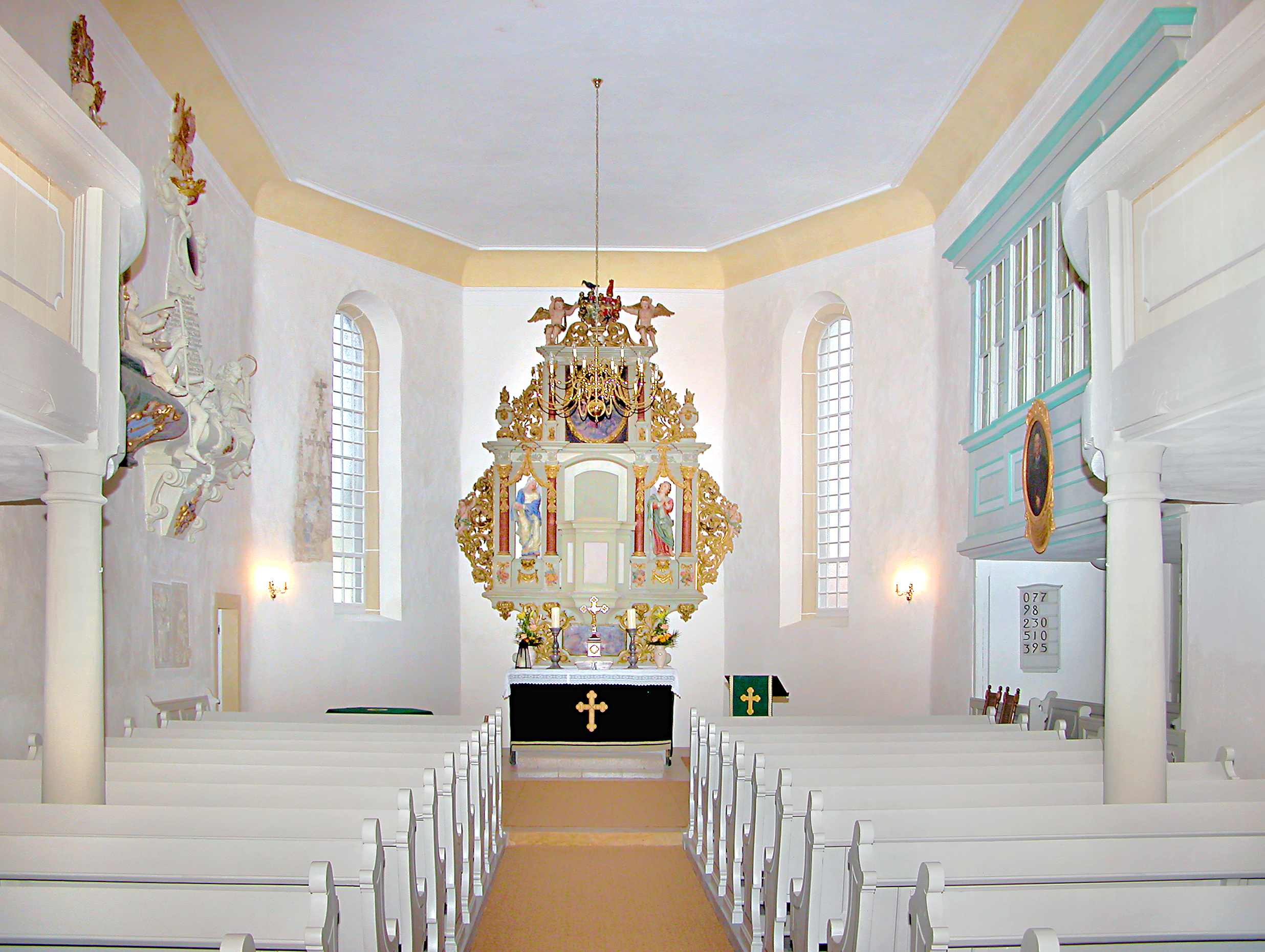
Kircheninneres mit Kanzelaltar

Der flachgedeckte Innenraum der Kirche ist in Weiß gehalten, sparsam mit Gelb, Blau und Grau abgesetzt.
Die Kirche besitzt einen historischen Schnitzaltar, der aus einer Kirche in Dresden stammen soll. Seine Motive deuten auf eine Entstehung in der zweiten Hälfte des 17. Jahrhunderts. Vermutlich wurde er nachträglich zum Kanzelaltar umgebaut. Der Kanzelbereich wird flankiert von den Figuren Mariens und Johannes des Täufers. Darüber befindet sich ein Bild der Auferstehung Christi. Gekrönt wird der Altar mit den Wappen derer von Thielau (mit der Elster, den Goldring im Schnabel) und dem des Adelsgeschlechts von Schönberg, aus welchem Hanns Gottlieb von Thielaus Gattin Charlotte Elisabeth stammte.
An der nördlichen Seitenwand hängen vor dem Abschluss der dreiseitigen Empore die Epitaphien für Hanns Gottlieb und Charlotte Elisabeth von Thielau. Die gegenüberliegende Patronatsloge ziert ein Bild der Pfarrers Christian Frege (1682–1753), der mit 43 Jahren die längste Amtszeit aller Pfarrer der Kirche aufweist, in welche auch der Umbau der Kirche von 1722 fällt.
Über der Orgelempore befindet sich ein Deckenbild von einem Engelchor.

## Orgel
Die erste Erwähnung einer Orgel in der Lampertswalder Kirche datiert auf 1670. 1842 baute Nicolaus Schrickel aus Eilenburg eine Orgel, deren Prospekt wahrscheinlich für die aktuelle, 1899 von der Firma Urban Kreutzbach Söhne aus Borna errichtete übernommen wurde. Dieses Instrument hat 12 Register auf zwei Manualen und Pedal mit folgender Disposition.

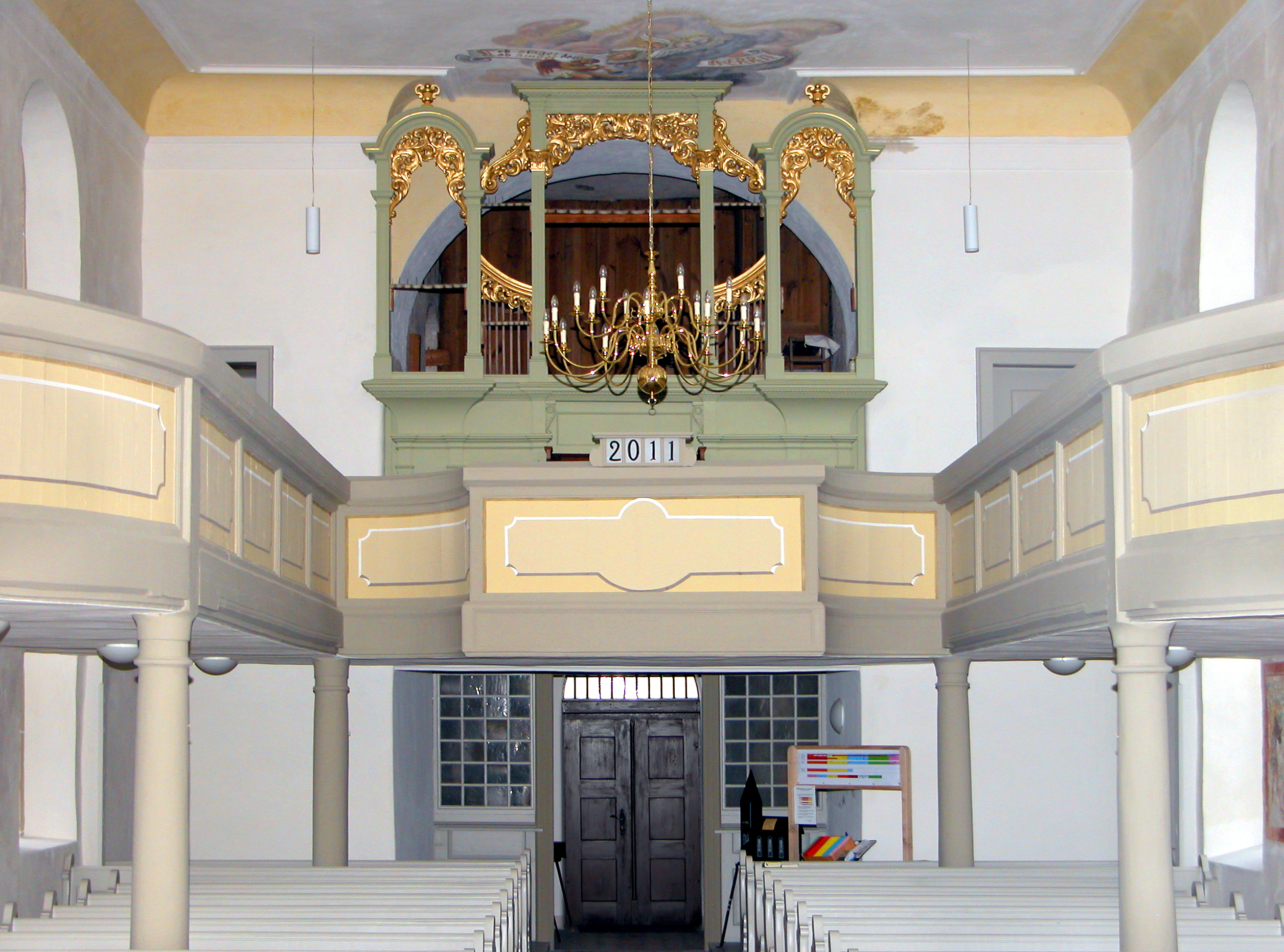
Orgelempore

| I Manual C–   |     |
| 1. Gedackt    | 16′ |
| 2. Principal  | 08′ |
| 3. Gamba      | 08′ |
| 4. Hohlflöte  | 08′ |
| 5. Principal  | 04′ |
| 6. Mixtur III |     |

| II Manual C– |     |
| 7. Aeoline   | 08′ |
| 8. Rohrflöte | 08′ |
| 9. Flauto    | 04′ |

| Pedal C–          |     |
| 10. Subbass       | 16′ |
| 11. Principalbass | 08′ |
| 12. Cello         | 08′ |

- Koppeln: II/I, I/P, II/P

## Pfarrerliste
Das Pfarrerbuch Sachsen verzeichnet für Lampertswalde seit 1567 die folgenden Pfarrer:
- 1567 – Johann Hasche
- 1596 –  Martin Clemens
- 1630 – Johann Clemens
- 1631 – Sylvester Fiedler d. Ä.
- 1644 – Vogel Michael
- 1650 – Melchior Bürger
- 1683 – Johann Sebastian Jahn
- 1711 – Christian Frege
- 1754 – Johannes Tausend
- 1756 – Christian Gottlob Kadner
- 1787 – Samuel Gottlob Große
- 1809 – Friedrich Adolf Walther
- 1840 – Karl Gotthold Gensel
- 1857 – Allwill Bernhard Volkmann
- 1871 – Ernst Richter
- 1879 – Theodor Lohse
- 1892 – Gottlieb Martin Füllkruss
- 1901 – Paul Gustav Dietze
- 1903 – Adolf Paul Wunsch
- 1916 – Martin Türke
- 1922 – Johannes Theodor Rössel
- 1927 – Hugo Wach
- 1937 – Lothar Mehnert
- 1941 – Fritz Wiese
- 1946 – Johann Adolf Karl Fischer
- 1952 – Johannes Eckardt
- 1974 – Karl-Heinz Dallmann
- 1991 – Christoph Steinert

## Kirchgemeinde
Lampertswalde gehört zu der am 1. Januar 2020 gegründeten großen Kirchgemeinde Oschatzer Land im Kirchenbezirk Leisnig-Oschatz, in der es 43 Kirchen gibt. Die Gemeinde ist in Verantwortungsbereiche gegliedert; Lampertswalde zählt zu Dahlen-Schmannewitz-Cavertitz mit zwölf Kirchen.